# Abbaye San Salvador de Leyre
L'abbaye San Salvador de Leyre (en basque : Leireko San Salbatore monasterioa ; en espagnol : Monasterio de San Salvador de Leyre) est un monastère roman situé à 771 mètres d'altitude, près du lac de Yesa en Navarre (Espagne). Il est dominé par les crêtes de la sierra de Leyre.

## Histoire
L'abbaye fut fondée au début du XIe siècle, Il fut le panthéon des rois de Navarre, l'église fut consacrée en 1057. À cette époque les évêques de Pampelune étaient choisis parmi les abbés de Leyre.
Au XIIe siècle le royaume de Navarre ayant été réuni à celui d'Aragon, Leyre est délaissé; les rois lui préférant le monastère Saint-Jean de la Peña. Les finances et la notoriété du monastère sont entamés par un long conflit entre les moines et l'évêque de Pampelune.
Le couvent fut abandonné au XIXe siècle, puis réoccupé depuis 1954 par des moines bénédictins de l'abbaye de Silos ; ceux-ci ont réhabilité les bâtiments et pratiquent le chant grégorien. Un hôtel est ouvert dans les bâtiments du XVIIe siècle. Le monastère, devenu abbaye, fait partie au sein de la confédération bénédictine de la congrégation de Solesmes.

## Le site
L'ensemble assez massif est composé d'absides dont les modillons représentent des têtes d'animaux et des masques, une tour domine l'ensemble.

### La crypte
La crypte se trouve sous l'église romane supérieure du XIe siècle, elle paraît plus ancienne, les piliers sont robustes, les chapiteaux sont massifs et décorés de motifs géométriques, elle a le même plan que l'église.

### Le tunnel de San Virila
De la crypte on accède par un tunnel à la statue de San Virila, ancien abbé qui selon la légende resta trois cents ans à écouter le chant d'un rossignol.

### Le portail Ouest
Il date du XIIe siècle il est richement décoré, son tympan représente le Christ entouré de saint Paul et  saint Jean à sa gauche et  saint Pierre, la Vierge Marie à sa droite et deux autres statues que l'on ne peut identifier vu leur mauvais état de conservation. Le tympan est l'œuvre du maître Esteban.
Au-dessus des arcs du portail on peut reconnaître saint Michel chevauchant un dragon, saintes Nulilo et Alodia qui courent vers le supplice, joyeuses. On peut reconnaître aussi les scènes de la Visitation, de l’Annonciation...

### L'intérieur de l'église
Le chevet date du XIe siècle, la nef de style roman date des XIe et XIIe siècle. Au centre de l'abside trône la statue de sainte Marie de Leyre.
Le long du mur Nord on peut admirer une statue du Christ en croix du XIVe et dans une niche fermée par une grille un coffre en bois sculpté qui est le panthéon des premiers rois de Navarre.
Côté Sud un portail roman ouvre sur une petite chapelle dans laquelle se trouve un retable du XVIIe siècle racontant la vie des saintes Nulilo et Alodia.

## Panthéon des rois de Navarre
Plusieurs membres de la dynastie royale Jiménez, originaire de la région de Leyre, furent inhumés dans l'abbaye. Les ossements royaux furent réunis dans un coffre en 1613. Une plaque évocant le nom des défunts fût installée dans l'abbaye en 1915.
Liste des sépultures royales:

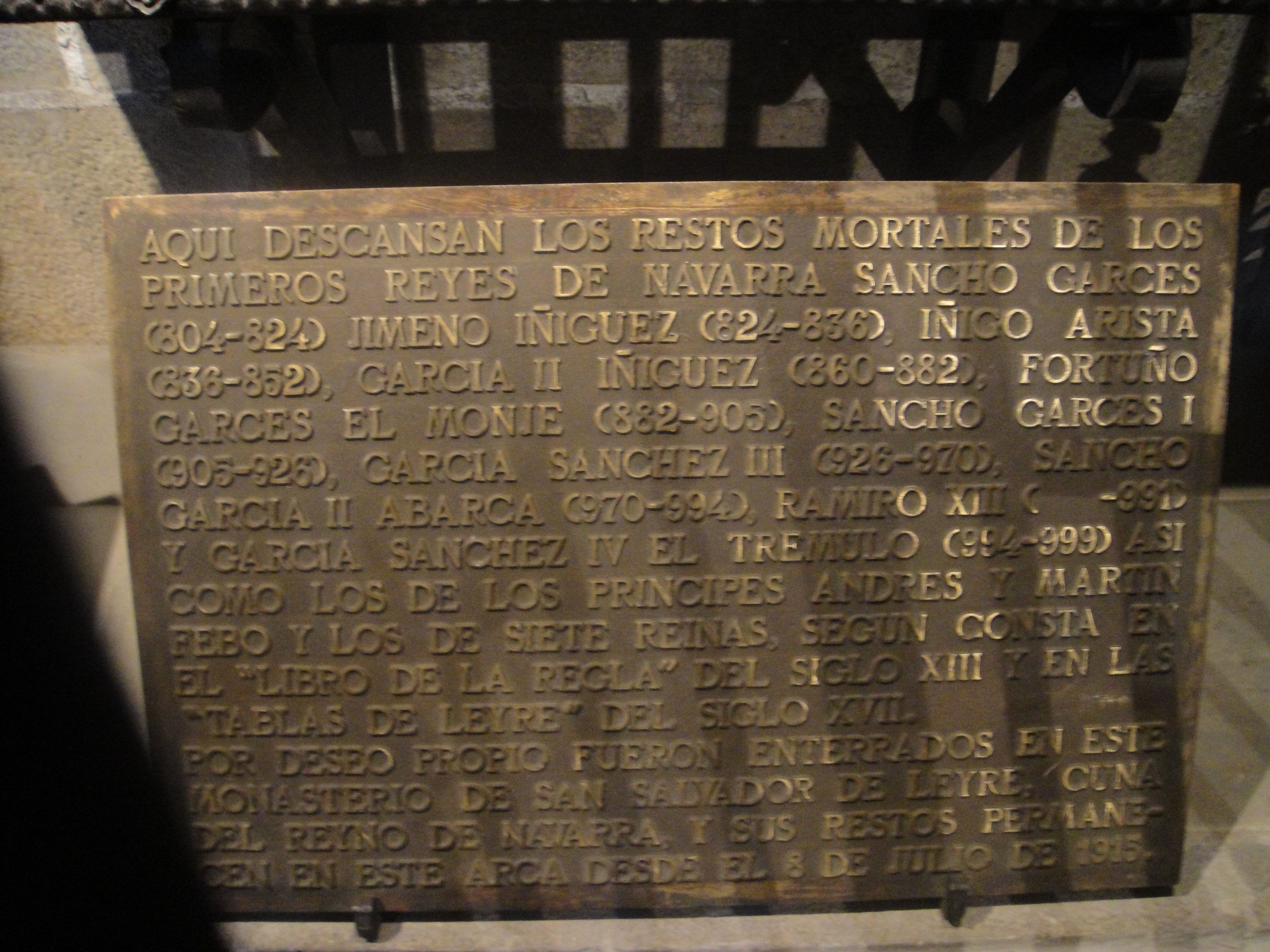
Noms des personnages royaux inhumés dans l'abbaye de Leyre.

- Eneko Arista, roi de Navarre (824-851)
- Garcia Ier, roi de Navarre (851-882)
- Fortun le Moine, roi de Navarre (882-905)
- Sanche Ier, roi de Navarre (905-925)
- Garcia II, roi de Navarre (925-970)
- Ramire, roi de Viguera (970-981)
- Sanche II, roi de Navarre (970-994)
- Garcia III, roi de Navarre (994-1000)
- André Fébus, prince de Viane (1501-1503)

## Galerie

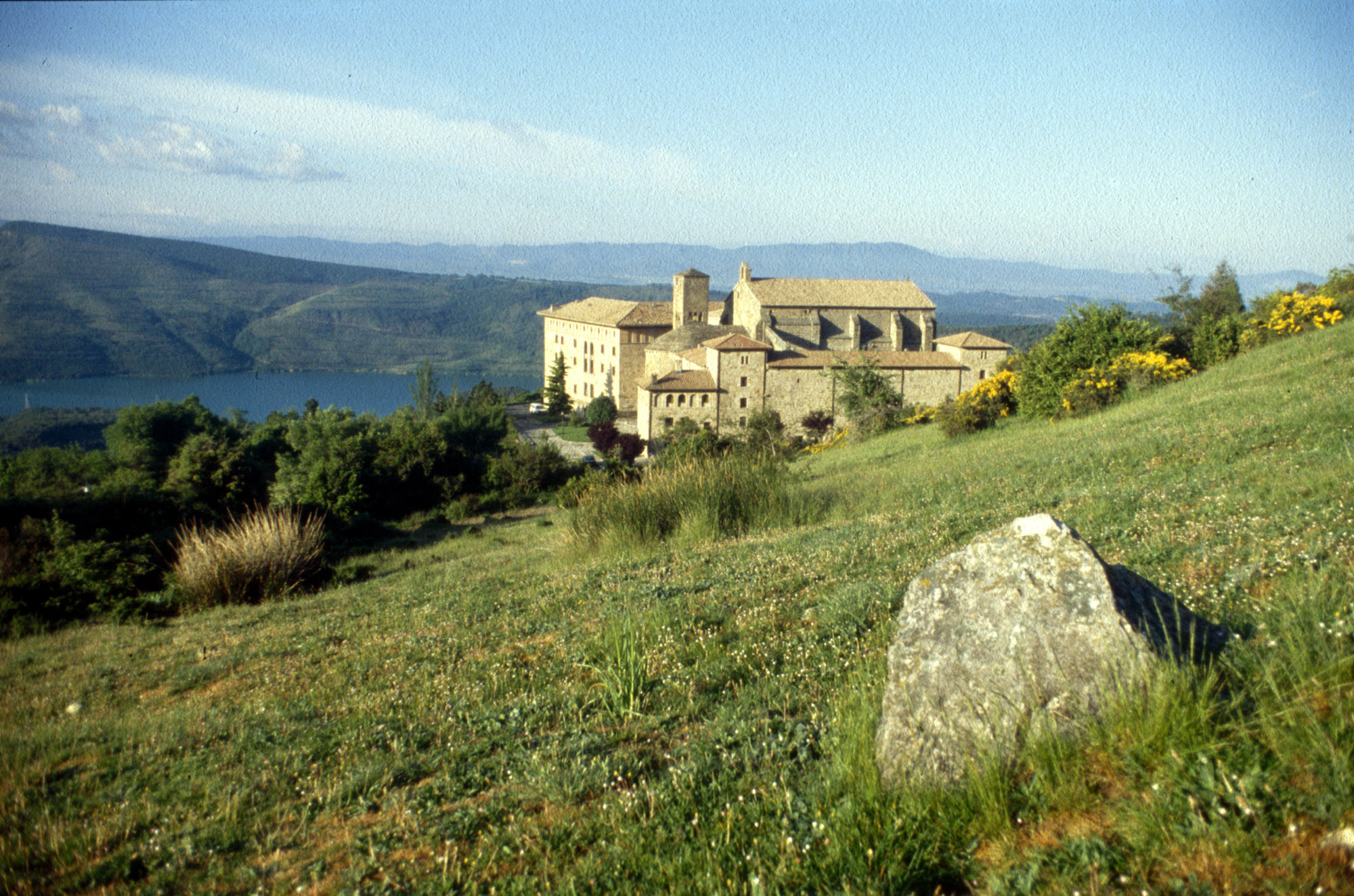
L'abbaye.
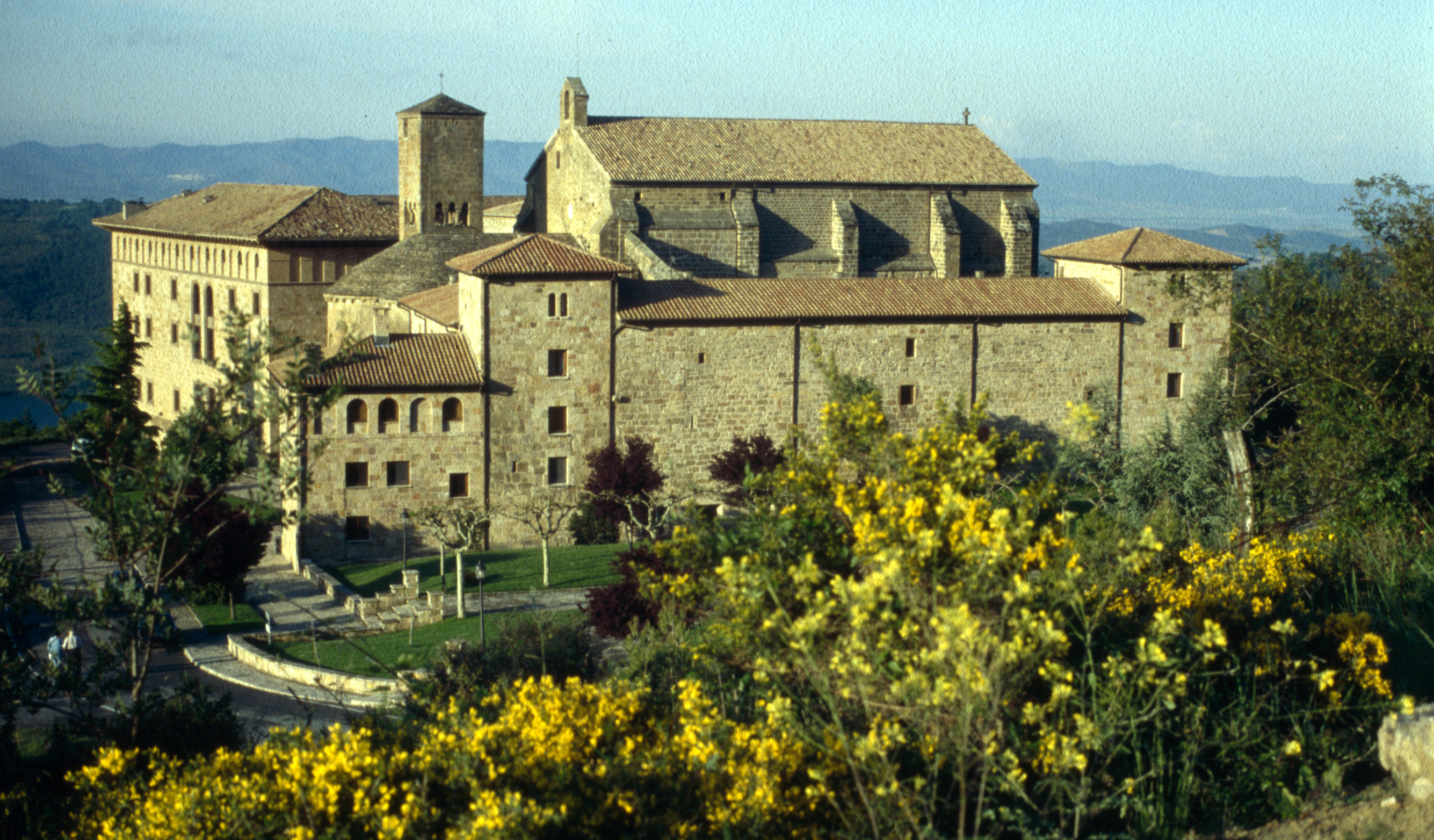
L'abbaye.
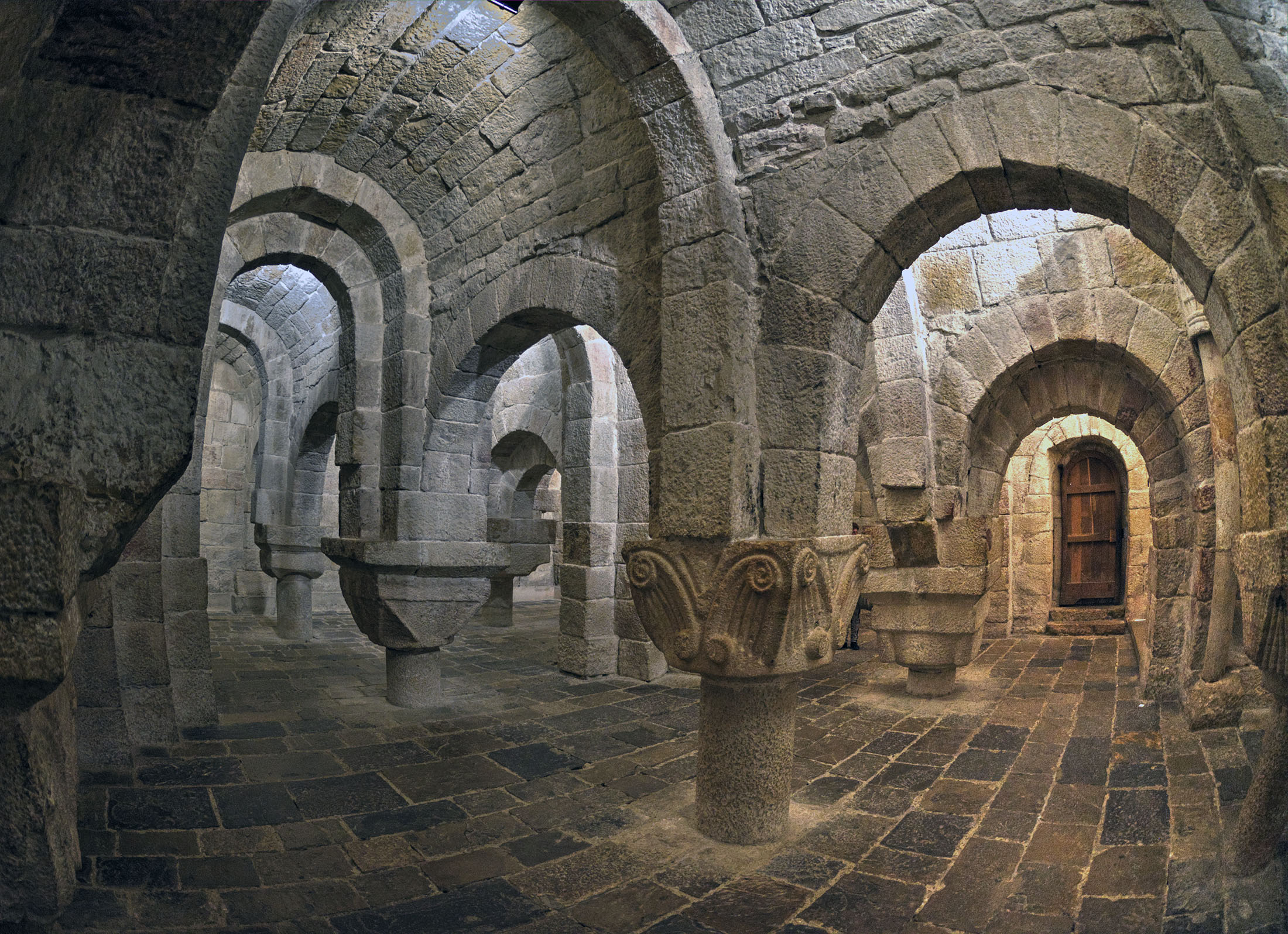
La crypte.
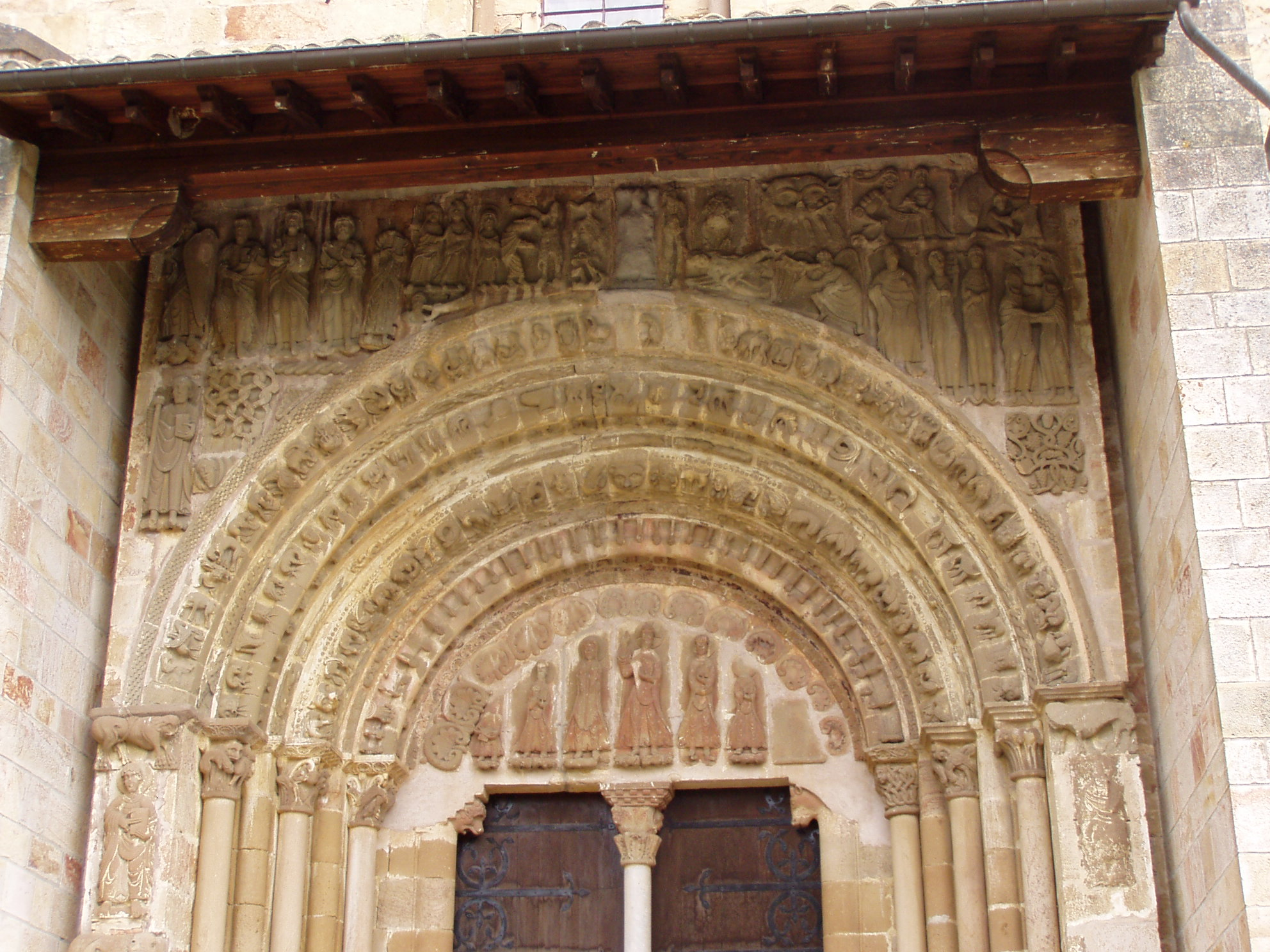
Le portail Ouest.
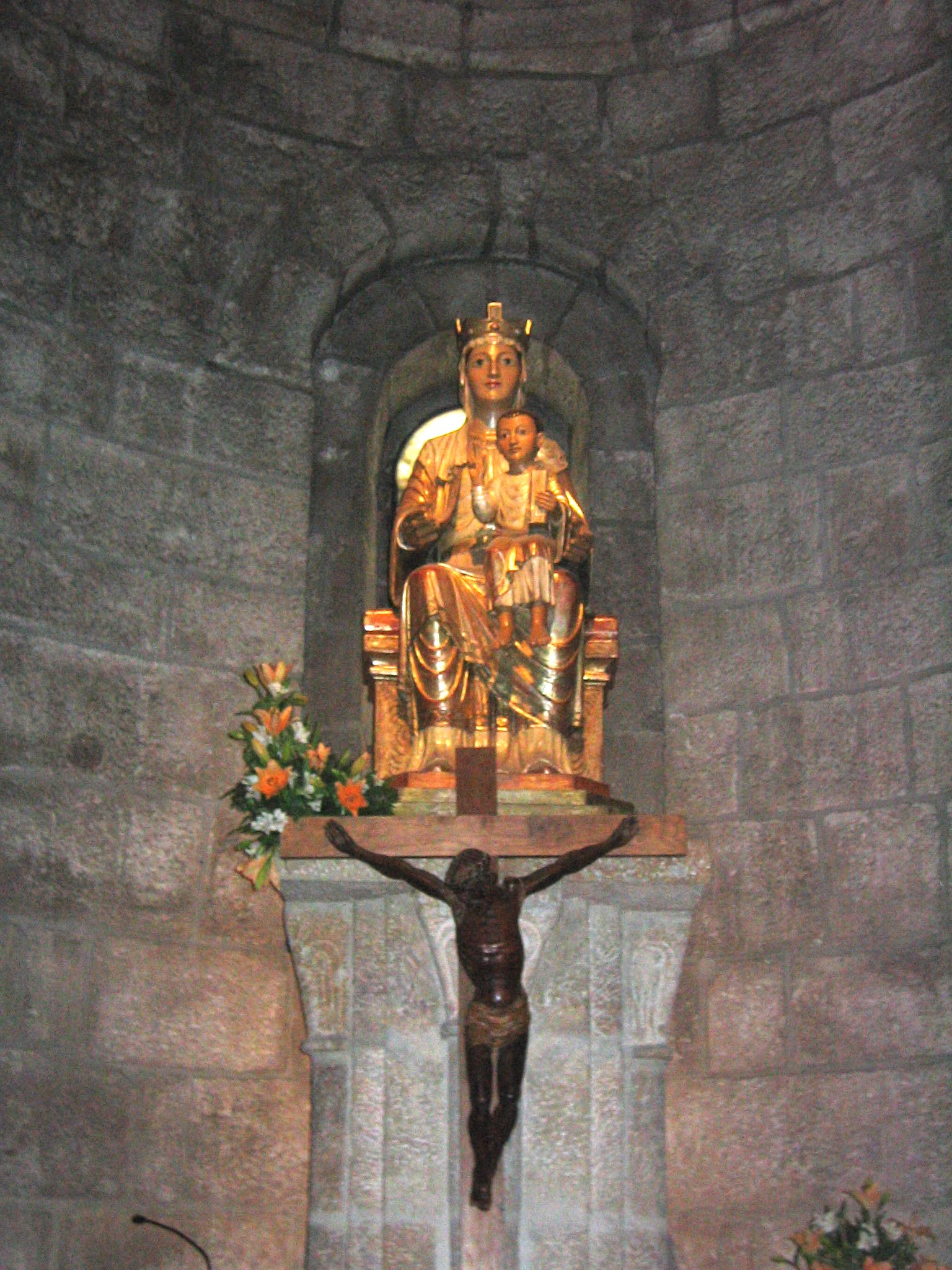
Sainte Marie de Leyre.